# Września
Września es una localidad polaca del voivodato de Gran Polonia.

## Toponimia
A finales del siglo XIX se mencionaban como nombres del lugar Wrześnya y, en alemán, Wreschen.

## Historia
Hacia finales del siglo XIX tenía contabilizada una población de unos 4800 habitantes. En 1901 hubo en la localidad un incidente en el que, después de que un profesor pegara a algunos de sus alumnos por no responder en alemán, se arrestó a varias de las personas implicadas en las protestas.